# Jacques Friedel
Pour les articles homonymes, voir Friedel et Famille Friedel.
Jacques Friedel, né le 11 février 1921 dans le 6e arrondissement de Paris et mort le 27 août 2014 dans le 13e arrondissement de Paris,, est un physicien français, membre de l'Institut et professeur émérite à l'université Paris-Sud Orsay.

## Biographie
Jacques Friedel est l'arrière-petit-fils de Charles Friedel, minéralogiste et chimiste français, le petit-fils de Georges Friedel, minéralogiste français, et le fils d'Edmond Friedel et descend de la famille des éditeurs Berger-Levrault et des industriels du textile de Mulhouse (Koechlin, Dollfus, Mieg, etc). Par les Koechlin il descend en ligne directe des imprimeurs bâlois du XVe siècle Johann Froben et Johann Amerbach. Par les Dollfus il descend en ligne directe du mathématicien et physicien suisse bâlois Jean Bernoulli. Il est également, par sa mère Jeanne Bersier, un des arrière-petits-fils du pasteur Eugène Bersier et le neveu du peintre Jean-Eugène Bersier.  Il est le père de Paul Friedel.
Jacques Friedel rejoint Paris et le lycée Louis-le-Grand en 1937 à l'occasion de la nomination de son père en tant que sous-directeur de l'École nationale supérieure des mines de Paris. Après la classe de terminale section mathématiques élémentaires, il suit la classe de terminale section philosophie au lycée Henri-IV (1938-1939). Il étudie ensuite durant trois ans en classes préparatoires scientifiques à Bordeaux puis à Lyon et, après une année passée dans les Chantiers de la Jeunesse, une année de Service du travail obligatoire et son enrôlement dans la 2e division blindée, il étudie à l'École polytechnique de 1944 à 1946 (promotion X 1942), puis, comme ingénieur élève des mines, à l'École nationale supérieure des mines de Paris de 1946 à 1948. Ingénieur au Corps des mines, il est affecté dans le cadre du « décret Suquet » au laboratoire de minéralogie de l'École. De 1949 à 1952 il prépare une thèse de doctorat à l'université de Bristol dans le laboratoire de Nevill Francis Mott. À son retour au laboratoire de minéralogie, on lui propose la direction du laboratoire, laissée vacante par le départ de son cousin Charles Crussard, proposition qu'il refuse, souhaitant s'engager dans une carrière universitaire. Il soutient une thèse de doctorat ès sciences physiques à l'université de Paris en 1954. Il devient en 1956 maître de conférences de physique pour le certificat PCB (1re année de médecine) à la faculté des sciences de l'université de Paris, en parallèle avec Jean Bricard. Il enseigne également dans le cadre du certificat d'études supérieures de 3e cycle de physique des solides à l'Institut Henri-Poincaré avec André Guinier et Pierre Aigrain.
Il rejoint le site de la faculté des sciences d'Orsay en 1959 comme professeur de physique des solides et y fonde le Laboratoire de physique des solides avec André Guinier et Raimond Castaing. Suivant les recommandations d'Anatole Abragam du CEA, il permet à Pierre-Gilles de Gennes d'obtenir une nouvelle maîtrise de conférences de physique des solides.
Il épouse à Bristol en juin 1952 Mary Winifred Horder (1911-2004), la sœur cadette de Ruth Eleanor Horder (1906-2000), elle-même épouse de Nevill Francis Mott.

## Prix et distinctions
Il a reçu la médaille d'or du CNRS en 1970 et le prix Holweck en 1964, la médaille d'or d'Acta Metallurgica, le prix Heinemann (Göttingen), la grande médaille de la Société française de métallurgie et de matériaux, le Von Hippel Award de la Materials Research Society et le prix Italgas en sciences des matériaux. Il a été élu membre titulaire de l'Académie des sciences le 17 janvier 1977 dont il fut le président pour la période 1993-1994, précédant Marianne Grunberg-Manago. Membre fondateur de l'Académie des technologies en 2000. Membre étranger des Académies royales de Suède et de Belgique, de la Leopoldina, de l'Académie des sciences du Brésil, et de l'American Academy of Arts and Sciences, il est également l'un des rares français membre associé de la National Academy of Sciences américaine. Il est fait membre étranger de la Royal Society en 1988. 
Il est élevé à la dignité de grand-croix de la Légion d'honneur le 12 juillet 2013.

## Œuvre scientifique
Consacrée à la physique théorique des solides et en particulier à l'étude des défauts et de la structure des solides métalliques ou covalents. Défauts ponctuels, dislocations, surfaces, structures. Il est considéré comme l'un des pères de la science des matériaux.

## Hommages
À Gif-sur-Yvette (91), dans le nouveau quartier universitaire du Moulon, un "deck" porte son nom.
Une journée a été consacrée le 26 janvier 2016 à son œuvre et son influence, la « Journée Jacques Friedel à l'Académie des sciences : Physique de la matière condensée au 21e siècle - L'impact de Jacques Friedel ».

## Publications
- Les dislocations (Paris, Gauthier Villars, 1956, 2d ed. Dislocations, Pergamon, 1964)Jacques Curie, « Les dislocations, par J. Friedel, 1956 », Bulletin de Minéralogie, vol. 80, no 1,‎ 1957, p. 107–108 (lire en ligne, consulté le 8 avril 2021)
- Il a relaté l'histoire de la saga familiale dans Graine de mandarin[9].
- The major accident at Fukushima, 2012,   (ISBN 978-2-759-80755-0), Coll. Académie des sciences, EDP Sciences
- Œuvres scientifiques, 1989,   (ISBN 2-868-83122-2), EDP Sciences